# Mistrzostwa Europy w Saneczkarstwie 2016 (tory naturalne)
26. Mistrzostwa Europy w saneczkarstwie na torach naturalnych 2016 odbyły się w dniach 5 - 7 lutego we włoskim Passeier. Rozegrane zostały cztery konkurencje: jedynki kobiet, jedynki mężczyzn, dwójki mężczyzn oraz zawody drużynowe.
W konkurencji jedynek kobiet tytuł zdobyła Włoszka Evelin Lanthaler, która także zapewniła sobie zwycięstwo w końcowej klasyfikacji Pucharu Świata w sezonie 2015/16. Obrończyni tytułu Rosjanka Jekatierina Ławrientjewa zdobyła medal brązowy. W jedynkach mężczyzn dość niespodziewanie zwyciężył Austriak Thomas Kammerlander, który wyprzedził faworyta gospodarzy Patricka Pignetera. W dwójkach bezkonkurencyjny był wspomniany Pigneter w parze z Florianem Clarą, którzy zdobyli Mistrzostwo Europy po raz trzeci. W rywalizacji drużynowej najlepszy okazał się zespół włoski.

## Terminarz i medaliści
| Data          | Miejscowość | Konkurencja      | Złoto                                                                    | Srebro                                                                             | Brąz                                                                             |
| ------------- | ----------- | ---------------- | ------------------------------------------------------------------------ | ---------------------------------------------------------------------------------- | -------------------------------------------------------------------------------- |
| 6 lutego 2016 | Passeier    | Jedynki mężczyzn | Thomas Kammerlander                                                      | Patrick Pigneter                                                                   | Christian Schopf                                                                 |
| 5 lutego 2016 | Passeier    | Dwójki mężczyzn  | Włochy Patrick Pigneter · Florian Clara                                  | Austria Christian Schopf · Andreas Schopf                                          | Rosja Pawieł Porszniew · Iwan Łazariew                                           |
| 7 lutego 2016 | Passeier    | Jedynki kobiet   | Evelin Lanthaler                                                         | Greta Pinggera                                                                     | Jekatierina Ławrientjewa                                                         |
| 7 lutego 2016 | Passeier    | Drużynowe        | Włochy Evelin Lanthaler · Alex Gruber · Patrick Pigneter - Florian Clara | Austria Tina Unterberger · Thomas Kammerlander · Christian Schopf - Andreas Schopf | Rosja Jekatierina Ławrientjewa · Gregorij Bukin · Aleksandr Jegorow - Petr Popow |

## Wyniki

### Jedynki kobiet
- Data / Początek: 7 lutego 2016

| Medal | Zawodniczka              | Narodowość | 1. zjazd | 2. zjazd | Czas    | Strata  |
| ----- | ------------------------ | ---------- | -------- | -------- | ------- | ------- |
|       | Evelin Lanthaler         | Włochy     | 0:57,45  | 0:57,50  | 1:54,95 | -       |
|       | Greta Pinggera           | Włochy     | 0:57,57  | 0:57,75  | 1:55,32 | + 0,37  |
|       | Jekatierina Ławrientjewa | Rosja      | 0:57,88  | 0:57,77  | 1:55,65 | + 0,70  |
| 4.    | Ludmiła Astramowicz      | Rosja      | 0:58,07  | 0:58,04  | 1:56,11 | + 1,16  |
| 5.    | Sara Bachmann            | Włochy     | 0:58,23  | 0:58,02  | 1:56,25 | + 1,30  |
| 6.    | Theresa Maurer           | Niemcy     | 0:58,56  | 0:58,13  | 1:56,69 | + 1,74  |
| 7.    | Tina Unterberger         | Austria    | 0:58,42  | 0:58,73  | 1:57,15 | + 2,20  |
| 8.    | Alexandra Pfattner       | Włochy     | 0:58,49  | 0:58,80  | 1:57,29 | + 2,34  |
| 9.    | Michelle Diepold         | Austria    | 0:58,67  | 0:58,85  | 1:57,52 | + 2,57  |
| 10.   | Michaela Maurer          | Niemcy     | 0:58,80  | 0:59,11  | 1:57,91 | + 2,96  |
| . . . |                          |            |          |          |         |         |
| 21.   | Dominika Krupińska       | Polska     | 1:04,63  | 1:03,51  | 2:08,14 | + 13,19 |

### Jedynki mężczyzn
- Data / Początek: 6 lutego 2016

| Medal | Zawodnik              | Narodowość | 1. zjazd | 2. zjazd | Czas    | Strata  |
| ----- | --------------------- | ---------- | -------- | -------- | ------- | ------- |
|       | Thomas Kammerlander   | Austria    | 0:55,84  | 0:55,90  | 1:51,74 | -       |
|       | Patrick Pigneter      | Włochy     | 0:56,04  | 0:56,07  | 1:52,11 | + 0,37  |
|       | Christian Schopf      | Austria    | 0:56,61  | 0:56,74  | 1:53,35 | + 1,61  |
| 4.    | Alex Gruber           | Włochy     | 0:56,49  | 0:56,97  | 1:53,46 | + 1,72  |
| 5.    | Florian Glatzl        | Austria    | 0:56,79  | 0:57,10  | 1:53,89 | + 2,15  |
| 6.    | Bernd Neurauter       | Austria    | 0:56,90  | 0:57,05  | 1:53,95 | + 2,21  |
| 7.    | Gregorij Bukin        | Rosja      | 0:56,97  | 0:57,01  | 1:53,98 | + 2,24  |
| 8.    | Stefan Federer        | Włochy     | 0:57,01  | 0:57,15  | 1:54,16 | + 2,42  |
| 9.    | Florian Breitenberger | Włochy     | 0:56,71  | 0:57,77  | 1:54,48 | + 2,74  |
| 10.   | Stanisław Kowszyk     | Rosja      | 0:57,16  | 0:57,37  | 1:54,53 | + 2,79  |
| . . . |                       |            |          |          |         |         |
| 17.   | Adam Jędrzejko        | Polska     | 0:57,13  | 0:59,47  | 1:56,60 | + 4,86  |
| 32.   | Kacper Spratek        | Polska     | 1:05,35  | 1:06,04  | 2:11,39 | + 19,65 |
| 37.   | Patryk Budny          | Polska     | 1:09,09  | 1:08,27  | 2:17,36 | + 25,62 |
| 38.   | Kacper Pietraszko     | Polska     | 1:11,52  | 1:12,50  | 2:24,02 | + 32,28 |

### Dwójki mężczyzn
- Data / Początek: 5 lutego 2016

| Medal | Zawodnicy                                 | Narodowość | 1. zjazd | 2. zjazd | Czas    | Strata |
| ----- | ----------------------------------------- | ---------- | -------- | -------- | ------- | ------ |
|       | Patrick Pigneter Florian Clara            | Włochy     | 1:00,74  | 1:01,29  | 2:02,03 | -      |
|       | Christian Schopf Andreas Schopf           | Austria    | 1:01,50  | 1:01,35  | 2:02,85 | + 0,82 |
|       | Pawieł Porszniew Iwan Łazariew            | Rosja      | 1:01,60  | 1:01,54  | 2:03,14 | + 1,11 |
| 4.    | Christoph Regensburger Dominik Holzknecht | Austria    | 1:01,96  | 1:01,71  | 2:03,67 | + 1,64 |
| 5.    | Rupert Brueggler Tobias Angerer           | Austria    | 1:02,39  | 1:02,14  | 2:04,53 | + 2,50 |
| 6.    | Aleksandr Jegorow Petr Popow              | Rosja      | 1:02,11  | 1:02,58  | 2:04,69 | + 2,66 |
| 7.    | Aleksiej Martianow Iwan Rodin             | Rosja      | 1:02,99  | 1:02,26  | 2:05,25 | + 3,22 |
| 8.    | Armin Folie Elias Gruber                  | Włochy     | 1:04,15  | 1:03,73  | 2:07,88 | + 5,85 |
| 9.    | Tadej Dragičević Petra Dragičević         | Słowenia   | 1:04,71  | 1:04,90  | 2:09,61 | + 7,58 |
| 10.   | Adam Jędrzejko Kacper Spratek             | Polska     | 1:05,62  | 1:05,49  | 2:11,11 | + 9,08 |

### Drużynowe
- Data / Początek: 7 lutego 2016

|       | Evelin Lanthaler/Alex Gruber/Patrick Pigneter/Florian Clara          | Włochy I   | 2:57,87 | – |
|       | Tina Unterberger/Thomas Kammerlander/Christian Schopf/Andreas Schopf | Austria I  | 2:58,44 |   |
|       | Jekatierina Ławrientjewa/Gregorij Bukin/Aleksandr Jegorow/Petr Popow | Rosja I    | 2:58,95 |   |
| 4.    | Ludmiła Astramowicz/Stanisław Kowszyk/Pawieł Porsznew/Iwan Łazarew   | Rosja II   | 3:00,02 |   |
| 5.    | Maria Auer/Florian Glatzl/Christoph Regensburger/Dominik Holzknecht  | Austria II | 3:01,15 |   |
| 6.    | Greta Pinggera/Florian Breitenberger/Armin Folie/Elias Gruber        | Włochy II  | 3:01,55 |   |
| . . . |                                                                      |            |         |   |
| 9.    | Dominika Krupińska/Patryk Budny/Adam Jędrzejko/Kacper Spratek        | Polska     | 3:39,52 |   |

## Klasyfikacja medalowa
| Miejsce | Państwo | złoto | srebro | brąz | Razem |
| ------- | ------- | ----- | ------ | ---- | ----- |
| 1.      | Włochy  | 3     | 2      | 0    | 5     |
| 2.      | Austria | 1     | 2      | 1    | 4     |
| 3.      | Rosja   | 0     | 0      | 3    | 3     |